# Магдеев, Марат Фаикович
Марат Фаикович Магдеев (род. 26 июля 1952, Бугульма, Татарская АССР) — российский политический деятель, депутат Государственной Думы ФС РФ четвертого созыва (2003—2007)

## Биография
Окончил Казанский государственный университет по специальности «Геология и разведка нефтяных и газовых месторождений», Академию труда и социальных отношений в Москве по специальности «Менеджмент в социальной сфере»;
1974—1981 — оператор по исследованию скважин, геолог, старший геолог цеха НГДУ «Актюбанефть»;
1981—1983 — инструктор промышленно-транспортного отдела Азнакаевского райкома КПСС Татарской АССР;
1983—1985 — председатель профсоюзного комитета НГДУ «Актюбанефть»;
1985—1999 — заместитель председателя профкома, заместитель секретаря парткома, председатель профкома АО «Татнефть»;
избирался народным депутатом Республики Татарстан[когда?]; 21 января 2000 г. был избран председателем Комитета парламентского контроля; 28 февраля 2002 г. был избран заместителем председателя Государственного Совета Республики Татарстан, был членом Президиума Государственного Совета; 

### Депутат Государственного думы
Был избран депутатом Государственной Думы РФ по одномандатному избирательному округу # 23 (Альметьевский округ, Республика Татарстан); с 2003—2007 гг. — Депутат Госдумы ФС РФ, член Комитета по делам Федерации и региональной политике
Награждён орденом Дружбы, медалью ордена «За заслуги перед Отечеством» II степени (2005), почетным знаком Федерации независимых профсоюзов России «За активную работу в профсоюзах», Почетной Грамотой Республики Татарстан. Женат, отец двоих дочерей.